# Триполис (Аркадия)
Три́полис (др.-греч. Τρίπολις греч. η Τρίπολη), ранее Триполица (греч. Τριπολιτσά от итал. Tripolitza или Tripolizza) — город в Греции. Расположен на высоте 655 метров над уровнем моря, в центральной части полуострова Пелопоннеса, в 129 километрах к юго-западу от Афин. Является административным центром одноимённой общины (дима), периферийной единицы Аркадии и периферии Пелопоннеса. Население — 30 866 жителей, по переписи 2011 года.
Западнее Триполиса проходит автострада 7, часть европейского маршрута E65. Национальная дорога 39, европейский маршрут E961 соединяет Триполис, Спарту и Йитион. По южной окраине города проходит национальная дорога 7 Коринф — Каламата.

## История
В античные времена близ современного Триполиса развились античные города Тегея и Мантинея. Во времена раннего Средневековья, по данным находок Филологического сообщества в 1934 году, центральная Морея (Пелопоннес) была наводнена южными славянами. Долгое время здесь существовало славянское поселение Дроболица. Официальные греческие источники оспаривают этимологию корня слова. В поздневизантийский период поселение также приходит в упадок, сельская местность в округе наводняется полукочевыми племенами албанцев-арванитов.
За полный контроль над Мореей в Средние века долго и безуспешно боролись Византия, Венеция и Латинская империя.
Современный Триполис был основан турками-османами в 1770 году, которые возвели замок с хорошо укреплённым центром города, ставший основой турецкой власти в Морее.
После возведения крепости началась интенсивная исламизация региона. Основное население города составляли турки, отуреченные мусульмане и евреи-сефарды.
Город и его окрестности трижды становились местом кровавой резни. В 1820 году резню христиан учинили мусульмане, опасавшиеся начала греческого движения за независимость, в 1821 году осада Триполицы силами греческих повстанцев закончилась массовой резнёй турок и евреев: не менее 8000—10 000 мужчин, женщин и детей были убиты. В 1825 году сотрудничавший с турками египетский генерал Ибрагим-паша, при рождении православный грек, вновь захватил город, учинив новую резню христиан, последний конфликт в истории города.
В начале XX века в городе проживало около 15 тысяч человек.

## Сообщество Триполис
В общинное сообщество Триполис входит деревня Милья-Триполеос. Население 30 912 жителей по переписи 2011 года. Площадь 28,812 квадратного километра.
| Наименование    | Население (2011), человек |
| --------------- | ------------------------- |
| Милья-Триполеос | 46                        |
| Триполис        | 30 866                    |

## Население
| Год  | Население, человек |
| ---- | ------------------ |
| 1991 | 24 699             |
| 2001 | 28 928             |
| 2011 | ↗ 30 866           |

## Уроженцы
- Димитриос Талаганис — греческий художник, поэт, архитектор и градостроитель.